# Lowesby
 (octobre 2023).
Lowesby est une paroisse civile et un village du Leicestershire, en Angleterre.